# Interac
L'association Interac est un organisme à but non lucratif qui était chargé de la gestion et de l'évolution des normes et standards d'un réseau de paiement intermembres au Canada. Elle établissait les normes qui permettent d'utiliser les  guichets automatiques d'une institution dont on n'est pas membre, moyennant des frais, d'un bout à l'autre du pays. Elle permettait d'instaurer les critères de sécurité et des normes de qualité afin de pouvoir effectuer des achats dont le montant seront débités directement dans son compte de banque (ou de caisse). 
L'Association à but non lucratif Interac a été dissoute au début 2018. C'est l'oligopole bancaire canadien Acxsys, détenu par les grandes banques canadiennes, qui devient le propriétaire d'une des marques de commerce les plus connues au Canada. Dorénavant Acxsys devient Interac Corp.
L'association a été formée en 1984 par quatre banques canadiennes (la Banque Toronto-Dominion (TD), la Banque canadienne impériale de commerce (CIBC), la Banque royale du Canada (RBC) et la Banque Scotia) et le Mouvement des Caisses Desjardins pour une plus grande diffusion de l'utilisation des guichets automatiques dont le réseau était naissant. En 2010, plus de 80 organisations en étaient membres. Elle comprend maintenant plus de 100 membres et son utilisation pour des achats chez des tiers date des années 1990. Il existe plus de 59 000 guichets automatiques à travers le pays et 450 000 établissements commerciaux, ce qui rend la marque de commerce Interac une des plus connues par les Canadiens. Au point tel qu'elle devient synonyme de carte de débit.
À la suite de plusieurs tentatives de fusion avortées qui ont été bloquées par le Bureau de la concurrence ou par certains copropriétaires entre 2008 et 2013, Interac et Acxsys ont été regroupés en une seule organisation à but lucratif, Interac Corporation, le 1er février 2018,. Le siège social d'Interac est situé au Royal Bank Plaza à Toronto.
Il est à noter qu'Interac n'opérait pas de réseaux de serveurs de paiement, ce sont chacune des institutions financières canadiennes qui opérait indépendamment l'une de l'autre les communications (leurs réseaux) entre chacune d'elles. Il n'y avait pas de « noyau » central mais plutôt un réseau décentralisé. L'Association Interac et ses membres étaient soucieux de la qualité des standards et des besoins du marché.

## Services
L'Association Interac est responsable du développement du réseau de paiement dans les commerces en leur fournissant l'équipement et les connexions sécurisées. Les membres bancaires sont responsables de leurs réseaux de guichets automatiques et Interac se charge des interconnexions.

### Guichet automatique
Lorsqu'un membre d'une banque veut faire une transaction à partir du guichet d'une autre institution ou d'un guichet privé, il procède de la même façon que dans un guichet de sa banque :
- Insérer la carte ;
- Donner son numéro d'identification personnel (NIP) ;
- Choisir la transaction (retrait, dépôt, paiement de factures, etc.).

Le réseau se charge de faire le lien entre le guichet et son compte. Des frais pour l'utilisation d'Interac seront facturés au client, à la fois par son institution d'origine et par celle dont il utilise les infrastructures. Certaines banques offrent un nombre de transactions hors réseau sans frais.

### Paiement direct
Le paiement direct par Interac (PDI) a été essayé à Hull et Ottawa en 1990. Le système s'est ensuite répandu dans tout le Canada pour être national en 1994. Ce sont en général dans des commerces à grand volume, comme les supermarchés, que le système a été rodé. Le PDI s'est graduellement répandu et en 2001, plus de transactions se font par ce moyen que par argent comptant. Depuis 2004, les clients des institutions financières canadiennes participantes peuvent payer avec leurs cartes des achats faits aux États-Unis chez des marchands faisant partie du réseau similaire NYCE (en). Le système PDI est similaire à celui utilisé en Australie, en Nouvelle-Zélande et au Royaume-Uni appelé EFTPOS (en).
Chez le marchand équipé du terminal nécessaire :
- le marchand inscrit le montant de la transaction ;
- le client glisse sa carte sur le lecteur magnétique ;
- le client approuve en cliquant un bouton et tape son NIP ;
- la transaction se termine par un reçu.

Le client peut demander une somme supplémentaire à son achat et donc utiliser le PDI comme un guichet automatique en même temps. L'argent est automatiquement transféré du compte du client dans celui du marchand en passant par les institutions bancaires des deux. Les frais encourus sont équivalents à ceux de faire un chèque et il n'y a généralement pas de surcharge pour l'utilisation du terminal. Cependant, une minorité de marchands à petit volume vont charger des sommes minimes (ex. : 0,25 $CAN) pour couvrir leur frais et la plupart des établissements vont fixer un achat minimum. Il y avait, en 2007, 550 000 terminaux PDI au Canada alors que ce sont 124 milliards de $ CAN qui avaient été transigés[Quoi ?] de cette façon en 2004. Le 23 décembre 2005, le record de 15,5 millions de transactions a été enregistré pendant la période des ventes de Noël.
Le réseau de compensation lors d'un achat par PDI est de type architecture distribuée. Grâce à celui-ci, la probabilité que le réseau entier soit mis hors-service est minimal car il n'y a pas de nœuds (nodes) critiques. Lors d'une interruption de service chez le marchand ou le réseau de communication entre lui et son institution bancaire, cela n'affecte pas les autres usagers.

## Bénéfices
- Disponibilité : tant pour l'usage comme carte bancaire que comme carte PDI, Interac permet de trouver un point de service pratiquement partout, même dans les endroits les plus reculés. Pour le PDI, l'adoption d'un système par un marchand est purement volontaire et comporte des frais mais il est devenu si répandu que la pression des consommateurs l'emporte de plus en plus ;
- Risque : l'utilisation d'un NIP que seul l'usager connaît et qu'il doit composer discrètement rend le service sécuritaire ;
- Protection du consommateur : l'industrie exerce un code volontaire, supervisé par le gouvernement du Canada, qui met le fardeau de la preuve sur l'institution bancaire lors d'une contestation de la part d'un client et qui limite la période où le compte de celui-ci peut être interdit de transaction durant l'enquête[6] ;
- Les transactions sont rapides et confidentielles : pas de nom, ni d'autres informations ne sont échangées avec le marchand ou le guichet de la banque ;
- Reçus : les transactions sont notés sur le reçu donné. De plus, tous les montants retirés vont être imprimés sur le carnet de banque à la prochaine visite ou sur l'état de compte envoyé mensuellement, selon le choix de l'utilisateur. Cela permet de suivre ses dépenses.

## Inconvénients
- Le coût d'utilisation de la carte dans un guichet automatique est assez élevé et fixe, pouvant atteindre 5 $CAN sur une transaction sans égard au montant retiré. Cependant, ce coût est minime dans le cas de retrait supplémentaire lors d'une transaction PDI mais celui-ci sera limité à 50 $CAN ou moins ;
- Dépense incontrôlée : ne voyant qu'un retrait au guichet automatique ou une transaction PDI à la fois, l'utilisateur se trouve à ne pas réaliser comment il dépense avant de voir le sommaire de ses transactions.

## Fraude
Le système dépend de la sécurité des terminaux utilisés. Des criminels sophistiqués peuvent contrefaire un terminal ou utiliser des dérivations électroniques cachées pour saisir les informations de la bande magnétique de la carte et des caméras pour filmer le client tapant son NIP. De plus en plus de fraude de ce genre font la manchette, tant aux guichets automatique que pour le PDI[réf. souhaitée]. 
Depuis 2008, à la suite d'un essai dans la région de Kitchener-Waterloo en Ontario, Interac allie la technologie de carte à puce avec celle du NIP afin d'améliorer la sécurité des utilisateurs.

## Autres usages
- On peut transférer des fonds vers une autre personne ayant une adresse courriel et un compte de banque canadien grâce au service Argent électronique - Virement de fonds par courriel INTERAC d'Interac.
- On peut payer en ligne des achats grâce à Interac.
- On ne peut transférer de fonds en dehors du Canada et des États-Unis par Interac mais la plupart les institutions bancaires canadiennes sont membres des réseaux PLUS (en) ou Cirrus (en) qui sont l'équivalent international.